# Tigidia majori
Tigidia majori är en spindelart som först beskrevs av Pocock 1903.  Tigidia majori ingår i släktet Tigidia och familjen Barychelidae.
Artens utbredningsområde är Madagaskar. Inga underarter finns listade i Catalogue of Life.